# Вакцинація проти COVID-19 у Бразилії
Вакцинація проти COVID-19 у Бразилії — це кампанія масової імунізації населення Бразилії проти COVID-19 під час пандемії коронавірусної хвороби. Вакцинація проти COVID-19 розпочалась у Бразилії 17 січня 2021 року, після того, як у країні було зареєстровано 210 смертей від хвороби.
Перші 6 мільйонів доз вакцини «Коронавак» імпортував Інститут Бутантан у співпраці з китайською компанією «Sinovac Biotech».
Відсутні прогнози термінів імунізації всього населення країни через відсутність запасів для виробництва вакцин, а також через політичні суперечки між урядом штату Сан-Паулу та урядом колишнього президента Жаїра Болсонару.
Згідно з дослідженням у червні 2022 року, опублікованим у журналі «The Lancet», вакцинація проти COVID-19 у Бразилії запобігла додатковому 1 мільйону смертей з 8 грудня 2020 року по 8 грудня 2021 року.

## Передумови
Ще перед розробкою вакцини «Бутанвак» Фонд Освальдо Круза попросив схвалення у бразильському регуляторному агентстві з питань охорони здоров'я на імпорт вакцини. Йшлося про понад 2 мільйони доз вакцини, розробленої Оксфордським університетом і фармацевтичною компанією «AstraZeneca». 17 січня 2021 року регуляторне агентство схвалило екстрене використання вакцини в Бразилії. 22 січня 2021 року після перемовин між урядами Індії та Бразилії Бразилія отримала ще два мільйони доз вакцини «AstraZeneca». Того ж дня регуляторне агентство схвалило ще 4,8 мільйона доз вакцини «Коронавак» для екстреного використання.

## Початкова стадія

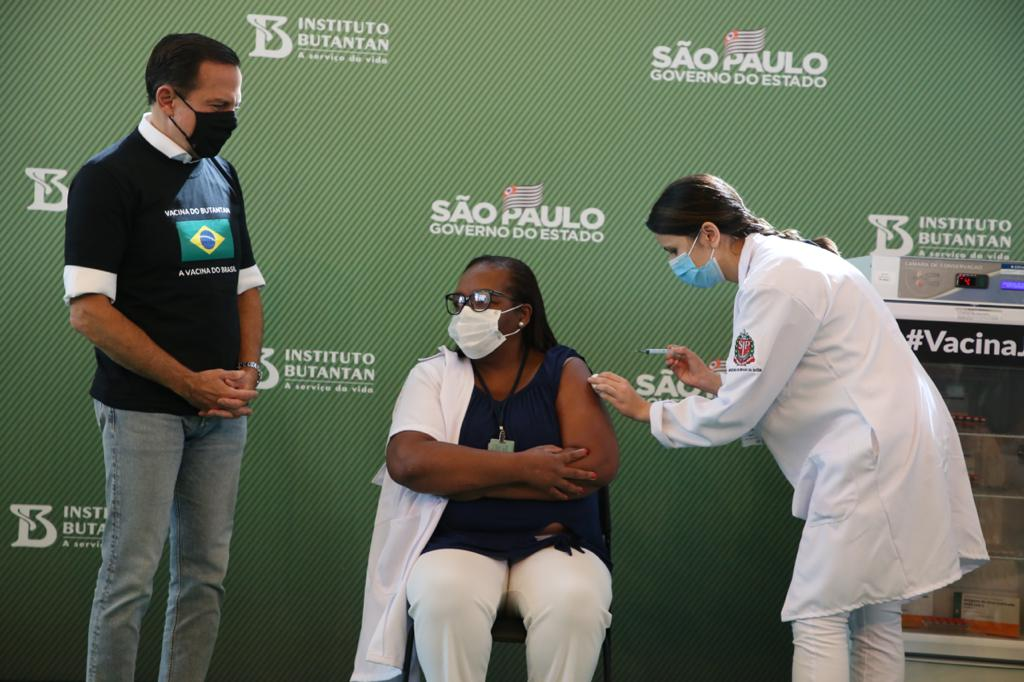
Медсестра Моніка Калазанс отримує першу дозу вакцини CoronaVac через кілька хвилин після її схвалення регуляторним агентством Бразилії. Ліворуч — губернатор Сан-Паулу Жоао Доріа.

Незабаром після того, як вакцини було схвалено для екстреного використання, уряд штату Сан-Паулу провів прес-конференцію під час першого введення вакцини. Медсестра Моніка Калазанс була першою людиною поза клінічними дослідженнями, яка отримала щеплення від COVID-19 у країні.
Вакцинальна кампанія по всій країні мала б розпочатися 18 січня 2021 року о 17 годині (UTC-3), однак через проблеми з логістикою частина штатів перенесли її на 19 число, оскільки вакцини надходитили лише вночі. Штатами, які почали вакцинацію 18 числа, були Сан-Паулу, Ріо-де-Жанейро, Ріу-Гранді-ду-Сул, Амазонас, Мату-Гросу, Парана, Пернамбуку, Мінас-Жерайс, Еспіриту-Санту, Мараньян, Токантінс, Мату-Гросу-ду-Сул, Сеара, Гояс, Піауї та Санта-Катарина. Першими вакцинованими в штатах були переважно медсестри, чорношкірі медпрацівники та жінки.
Першими особистостями у світі мистецтва, які отримали щеплення, стали актриси Зезе Мотта і Соланж Коуто. Соціальний працівник і медсестра Ванузія Коста з багатоетнічного села «Сини цієї Землі» була першою щепленою серед корінного населення.
23 січня 2021 року символічним актом у Бразилії розпочали вакцинацію вакциною Oxford–AstraZeneca. Першим, хто отримав вакцину, був лікар-інфекціоніст Естевао Портела. Тоді ж була щеплена пульмонолог Маргарет Далколмо. Третьою щепленою стала лікар Сара Ананда Гомес. Невдовзі ще 7 медичних працівників були імунізовані.

## Хронологія та завдання
17 лютого 2021 року тодішній міністр охорони здоров'я Едуардо Пазуелло на зустрічі з губернаторами представив графік вакцинації в Бразилії. Він заявив, що з лютого по липень 2021 року буде розподілено додатково 230,7 мільйонів доз вакцин проти COVID-19.
3 березня 2021 року міністерство охорони здоров'я опублікувало в офіційному віснику постанову, в якій згадувалося про звільнення від торгів при придбанні 38 мільйонів доз вакцини від Janssen (фармацевтичний підрозділ групи Johnson & Johnson) і 100 мільйонів доз вакцини Pfizer. На той час вакцинами, схваленими для остаточного використання в країні, є вакцини Pfizer/BioNTech і Oxford—AstraZeneca. Вакцини Butantan/Sinovac і Janssen, з іншого боку, були дозволені лише для екстреного використання та призначені для пріоритетних груп. Переговори між Бразилією та консорціумом «Pfizer»/«BioNTech» почалися в другій половині 2020 року, але не просунулися вперед через відмову бразильського уряду прийняти договірне положення, яке звільняє фармацевтичну компанію від оплати можливих побічних ефектів вакцини.
4 березня 2021 року під час останньої зустрічі щодо укладення контрактів з «Pfizer» міністерство охорони здоров'я врешті-решт поступилося та прийняло положення, нав'язані фармацевтичною компанією, що заблокувало переговори щодо придбання Бразилією вакцин Pfizer. Серед положень є те, що «Pfizer» не несе відповідальності за витрати, пов'язані з можливими побічними ефектами свого продукту. Іншими словами: «щоб був підписаний термін відповідальності за можливі побічні ефекти вакцини». Міністерство охорони здоров'я заявило, що це підписання стало можливим завдяки законопроекту 534 від 2021 року, в якому згадується, що «Союз, штати, федеральний округ і муніципалітети мають право закуповувати вакцини та брати на себе ризики, пов'язані з цивільною відповідальністю, згідно з умовами укладеного інструменту купівлі або постачання вакцин, у відповідності до можливих заявлених побічних ефектів вакцини». Договір був підписаний і проаналізований юридичним департаментом МОЗ.
Згідно з графіком, оприлюдненим 5 березня 2021 року міністерством охорони здоров'я, вакцини «Коронавак» від Інституту Бутантан доставлятимуть щотижня протягом березня до штатів і федерального округу. Загалом очікується постачання 22,7 млн доз «Коронавак». За даними МОЗ, також будуть доставлені:
- 3,7 мільйона доз вакцини OxfordA/straZeneca у другій половині березня;
- 2,9 мільйона доз від альянсу «Covax Facility» Всесвітньої організації охорони здоров'я (ВООЗ) ;
- 8 мільйонів доз «Коваксин» — індійської вакцини, ще не схваленої бразильським регуляторним агентством.

Таким чином, у березні між штатами та федеральним округом мало бути розподілено 38 мільйонів доз, що менше, ніж за оцінками міністерства охорони здоров'я в лютому для наступного місяця: 46 мільйонів доз. Це означало скорочення на 7,8 мільйонів доз вакцини за березень місяць.
16 квітня 2021 року міністр Марсело Кейрога оголосив про очікування поставки 1 мільйона доз вакцини «Pfizer». Ця поставка, яка мала бути в червні, перенесена на 29 квітня. Вантаж з вакцинами прибув в аеропорт Віракопос в Кампінасі в штаті Сан-Паулу з Бельгії.
11 травня 2021 року міністерство охорони здоров'я оголосило про закупівлю додаткових 100 мільйонів доз вакцини «Тозінамеран» у консорціуму Pfizer/BioNTech. При цьому компанія повинна поставити протягом 2021 року додатково 199 мільйонів доз. Два тижні тому вже завезли 1 мільйон доз вакцини.
Також 11 травня міністерство наклало вето на використання вакцини Oxford/AstraZeneca у вагітних через випадки тромбозу, зареєстровані в інших країнах. Вагітні жінки, які вже були щеплені вакцинами цієї компанії, повинні перебувати під спостереженням.
22 квітня 2022 року міністерство охорони здоров'я оголосило про припинення дії надзвичайної ситуації у сфері охорони здоров'я з 22 травня. Це дозволило приватним клінікам вакцинації пропонувати вакцини проти COVID-19 на приватному ринку. Першою вакциною, доступною на бразильському приватному ринку, є вакцина Oxford–AstraZeneca компанії «Fiocruz» вартістю приблизно за 325 реалів (60 доларів США).

## Проведення масової вакцинації

### Серрана
Місто Серрана, розміщене у внутрішніх районах штату Сан-Паулу, стало першим бразильським муніципалітетом, який провів масову вакцинацію населення старше 18 років, розділеного на чотири групи. Кампанія почалася 17 лютого 2021 року і була частиною дослідження Інституту Бутантан під назвою «Проект S» з використанням вакцини «Коронавак». Участь населення, однак, не була обов'язковою, оскільки це було добровільне експериментальне клінічне дослідження. Серрану було обрано через її близькість до Рібейран-Прету, іншого важливого міста штату Сан-Паулу. Згідно зі звітом, оприлюдненим 14 березня, 97 % населення були вакциновані. 17 березня почалося введення другої дози цільовому населенню. Проєкт завершився 11 квітня на віртуальній церемонії. Під час кампанії спостерігалося значне скорочення госпіталізації хворих на COVID-19 у важких випадках, низька кількість смертей (лише 6 смертей, загальна смертність 0,004 %) і відсутність черги на ліжко у відділенні інтенсивної терапії.

### Ботукату
27 квітня 2021 року міністерство охорони здоров'я вибрало місто Ботукату у внутрішніх районах штату Сан-Паулу для початку фази масової вакцинації населення старшого 18 років. Використовувалася вакцина AZD1222 у партнерстві з Оксфордським університетом, компанією AstraZeneca, Фондом Освальдо Круза (Fiocruz), Фондом Білла і Мелінди Гейтс, Університетом штату Сан-Паулу, та міською владою. Кампанія мала на меті перевірити ефективність вакцини Оксфордського університету і AstraZeneca, та її ефективність щодо масової вакцинації. Подібно до проєкту Інституту Бутантан, який проводився в Серрані, участь населення не була обов'язковою, а також не заважатиме національному плану імунізації, оскільки тим, хто вже був вакцинований на місцевому рівні, не потрібно брати участь у проєкті. Ботукату було обрано тому, що проєкт охоплює більше людей і тому, що в ньому розміщена регіональна лікарня «Hospital de Clinicas», яка обслуговує 60 муніципалітетів і вже проводила кампанію масової вакцинації в 2009 році під час кампанії проти жовтої гарячки, включно й серед дітей, окрім того, що місто з другим найнижчим рівнем смертності від коронавірусної хвороби з 1,60 % серед муніципалітетів з населенням 100 тисяч жителів. Дослідження тривало 8 місяців. Кампанія почалася 16 травня 2021 року.

## Замовлення та постачання вакцин
Вакцини, закуплені міністерством охорони здоров'я через COVAX, можна використовувати без схвалення з 9 лютого 2021 року
| Вакцина                     | Дози в 2021 році | Ціна за дозу      | Екстрене схвалення | Введення    | Остаточне схвалення | Схвалення через COVAX |
| --------------------------- | ---------------- | ----------------- | ------------------ | ----------- | ------------------- | --------------------- |
| Comirnaty (Pfizer–BioNTech) | 184 мільйони     | 11,00 доларів США | Пропущено          | 2021-05-04  | 2021-02-23          | 2021-02-09            |
| Oxford–AstraZeneca          | 164 мільйони     | 3,16 доларів США  | 2021-01-17         | {2021-01-23 | 2021-03-12          | 2021-02-15            |
| Janssen                     | 35 мільйонів     | 10,00 доларів США | 2021-03-31         | 2021-06-25  | 2022-04-05          | 2021-03-12            |
| Коронавак                   | 104 мільйони     | 11,60 доларів США | 2021-01-17         | 2021-01-17  | Ні                  | 2021-06-01            |
| Коваксин                    | —                | 15,00 доларів США | 2021-07-14         | Ні          | Ні                  | 2021-11-03            |
| Спутник V                   | —                | 13,82 доларів США | Не на практиці     | Ні          | Ні                  | В очікуванні          |
| Sinopharm BIBP              | —                | —                 | В очікуванні       | Ні          | Ні                  | 2021-05-07            |
| Moderna                     | —                | —                 | Ні                 | Ні          | Ні                  | 2021-04-30            |
| Novavax                     | —                | —                 | Ні                 | Ні          | В очікуванні        | 2021-12-17            |
| Convidecia                  | —                | —                 | 2021-06-28         | Ні          | В очікуванні        | 2022-05-19            |

Вакцина Oxford-AstraZeneca у Бразилію постачалася:
- «SK Bioscience» — отримано через COVAX
- Інститут сироватки крові Індії («Ковішелд»)
- «Bio-Manguinhos/Fiocruz», повністю готова і наповнена активними інгредієнтами, що постачаються партнером «AstraZeneca» «Shenzhen Kangtai Biological Products».[75][76]

«Vaxzevria» — єдина вакцина Oxford-AstraZeneca, визнана Європейським агентством з лікарських засобів, але вона не застосовувалася в Бразилії. Незважаючи на це, багато європейських країн приймають мандрівників, вакцинованих варіантами «Ковішелд», включаючи вакцину Fiocruz.

## Прогрес вакцинації
Цільовий рівень охоплення щепленнями, запланований у більшості країн, зазвичай становить близько 60-70 %. Імовірно, знадобиться значно збільшити цей рівень, щоб зупинити варіант Дельта.
Рівень 60 % охоплення населення частковою вакцинацією (принаймні 1 із 2 доз) досягнуто 24 серпня 2021 року. 23 вересня вже проведено 250,3 тисяч ревакцинацій. 30 березня 2022 року 75 % населення були повністю вакциновані.
До кінця грудня 2021 року близько 20 мільйонів осіб не звернулися за другою дозою, і їхні зарезервовані дози закінчилися. Тоді міністерство охорони здоров'я оголосило про виділення 10 мільйонів доз від COVAX.

### Бустерні дози
25 серпня 2021 року міністерство охорони здоров'я оголосило, що 15 вересня розпочнеться ревакцинація для осіб старше 70 років, які пройшли повну вакцинацію протягом щонайменше 6 місяців, і для осіб з імунодефіцитом, які пройшли повну вакцинацію протягом щонайменше 28 днів. 31 серпня міста Салвадор і Куритиба почали достроково вводити бустерні дози людям похилого віку, незабаром їх приклад наслідували більшість столиць інших штатів.
16 листопада 2021 року міністерство охорони здоров'я повідомило, що бустерну дозу запропонують усім дорослим через 5 місяців після другої дози. Бустерна доза буде тією ж вакциною, що й початковий курс, за винятком тих, хто щеплений «Коронавак», які отримають вакцину Pfizer–BioNTech як бустер.
20 грудня для посилення захисту від варіанту Омікрон міністерство охорони здоров'я повідомило, що запропонує бустерну дозу через 4 місяці та четверту дозу через 4 місяці для осіб з імунодефіцитом.
22 листопада 2022 року Бразильське агентство з регулювання охорони здоров'я (Anvisa) схвалило дві двовалентні версії вакцини Pfizer–BioNTech проти COVID-19 проти підваріантів Омікрон BA.1 і BA.4/BA.5.

## Прийняття вакцини та нерішучість
Добровільне анонімне онлайн-опитування, проведене Фондом Освальдо Круза наприкінці січня 2021 року за участю 173178 респондентів, показало, що 89,5 % респондентів мали намір зробити щеплення, 6,7 % погодилися б на вакцинацію залежно від вакцини, 1,3 % були невпевнені, а 2,5 % не погодилися б на щеплення будь-якою вакциною.
7 жовтня 2021 року опитування громадської думки, проведене «Paraná Pesquisas», показало, що 70 % опитаних підтримують вимогу наявності паспортів вакцинації, 27 % були проти цієї вимоги, а 3 % не знали або не хотіли висловлювати свою думку.
29 листопада телефонне опитування, проведене" World Band" і Програмою розвитку ООН, показало, що Бразилія має найнижчий рівень вагань щодо вакцинації в Латинській Америці, близько 3 %, тоді як середній показник Латинської Америки становить 8 %. Навіть серед прихильників невакцинованого президента Жаїра Болсонару, який стверджував, що вакцина Pfizer–BioNTech може перетворити вакцинованих на алігаторів і спричинити ВІЛ/СНІД, і припустив, що «Коронавак» може спричинити смерть та інвалідність, вагань було мало. Експерти приписують стійкість проти такої брехні давнім програмам вакцинації, які проводяться системою охорони здоров'я, і до включення вимоги вакцинації до програм соціального забезпечення. У той же час охоплення вакцинацією в Бразилії з 2011 року знижується, в основному серед сільських сімей і людей з низьким рівнем освіти.

## Паспорт вакцинації
Станом на 28 вересня 2021 року 249 муніципалітетів схвалили вимогу щодо наявності паспорта вакцинації раніше федеральних рішень і рішень штатів.
Кілька федеральних одиниць схвалили вимогу паспорта вакцини у фізичній або цифровій формі, щоб дозволити в'їзд до деяких міст або на участь у деяких заходах: Сан-Паулу, Ріо-Гранді-ду-Сул, Пернамбуку, Сеара, Пара, Санта-Катаріна, Амазонас, Параїба, Еспіріту-Санту, Піауї, Федеральний округ і Акрі. Кілька столиць штатів запровадили подібні вимоги в штатах, де їх немає: Ріо-де-Жанейро, Белу-Оризонті, Сальвадор, Масейо, Аракажу, Куяба, Макапа, Порту-Велью та Пальмас. У Санта-Катаріні, Белу-Оризонті, Масейо та Аракажу замість паспорта вакцинації приймають негативний ПЛР-тест, виданий протягом 72 годин.

## Пріоритетні групи
Національний план вакцинації від COVID-19 визначав такі пріоритетні групи та порядок:
1. Інституціоналізовані особи похилого віку віком від 60 років
2. Інституціоналізовані дорослі з обмеженими можливостями
3. Дорослі корінні жителі, які проживають на територіях корінного населення
4. Медичні працівники
5. Вік 90 років і старше
6. Вік від 85 до 89
7. Вік 80-84
8. Вік 75-79
9. Дорослі з традиційних народів та спільнот рибейріньо
10. Дорослі з традиційних народів і спільнот квіломбола
11. Вік 70-74
12. Вік від 65 до 69
13. Вік від 60 до 64 років
14. Дорослі вагітні та породіллі; дорослі з супутніми захворюваннями; повнолітні особи зі стійкою інвалідністю, які отримують соціальні виплати
15. Дорослі особи зі стійкою інвалідністю, які не отримують допомоги по соціальному забезпеченню
16. Бездомні дорослі віком від 18 до 59 років
17. Ув'язнені та працівники пенітенціарної системи
18. Працівники закладів базової освіти
19. Працівники закладів вищої освіти
20. Поліція та збройні сили
21. Працівники автомобільного пасажирського транспорту
22. Працівники залізничного транспорту
23. Працівники повітряного транспорту
24. Працівники водного транспорту
25. Водії вантажівок
26. Стивідори
27. Промислові робітники
28. Прибиральники вулиць та працівники з питань поводження з ТПВ
29. Вагітні та підлітки після пологів
30. Підлітки зі стійкими вадами розвитку
31. Підлітки з супутніми захворюваннями
32. Ув'язнені-підлітки
33. Інші підлітки після завершення ревакцинації людей віком 70 років і старше та людей з імунодефіцитом

До групи високого пріоритету входили наступні хронічні захворювання:
- Цукровий діабет
- Важкі хронічні захворювання легень
- Резистентна гіпертензія
- Гіпертонічна хвороба III стадії
- Гіпертонічна хвороба I або II стадії з ураженням органів-мішеней
- Серцева недостатність
- Легеневе серце, легенева гіпертензія
- Гіпертензивне серце
- Коронарні хвороби
- Захворювання клапанів серця
- Кардіоміопатії, хвороби перикарда
- Захворювання аорти, захворювання великих судин, артеріовенозні фістули
- Аритмії
- Вроджені вади серця
- Протези клапанів серця, імплантовані серцеві пристрої
- Хронічні неврологічні розлади
- Хронічна хвороба нирок
- Імунодефіцит
- Важкі гемоглобінопатії
- Морбідне ожиріння
- Синдром Дауна
- Цироз печінки

## Скандали і суперечки

### Звинувачення у пересуваннях у чергах і призупиненні вакцинації в Манаусі
Міністерство соціальних служб отримало скарги людей, звинувачених у незаконному просуванні черги на вакцинацію, щонайменше у 8 бразильських штатах, через відео та фотографії, опубліковані в соціальних мережах. Відповідно до національного плану імунізації, в першій фазі мають вакцинуватися медичні працівники, літні люди старші 60 років, які живуть у будинках престарілих, і корінне населення. У Федеральному окрузі секретаріат охорони здоров'я оголосив, що розслідуватиме порушення після того, як групи, які не проходять у першу фазу, вже вакцинувалися. В штаті Амазонас у столиці Манаус 21 січня 2021 року оголошено про тимчасове призупинення вакцинації, для переоцінки пріоритетності першої групи, оскільки дози вакцини вважаються недостатніми, крім того, є повідомлення про відхилення 60 тисяч доз вакцини «Коронавак», та дітей бізнесменів, які вакцинуються не входячи до пріоритетних груп.
У штаті Баїя в місті Кандіба мер Режинальдо Мартінс Прадо опублікував фотографію своєї вакцинації проти COVID-19, але він не входив до пріоритетної групи, що призвело до відкриття судових позовів, що не дозволяє вводити другу дозу, крім застосування штрафів. У штаті Сержипі в місті Ітабі мер Жуніор де Амінтас був першим, хто отримав щеплення, спричинивши протести серед населення, оскільки йому було 45 років, що нижче вікового діапазону першої фази. У Пернамбуку в місті Жупі, міністр охорони здоров'я Марія Надір Ферро та фотограф, який працює в мерії, відомий як Гільерме Ж. Ж., який вакцинувався, не входивши до пріоритетної групи. Двох державних службовців після цього усунули з роботи. У столиці Ріо-Гранді-ду-Норті місті Натал державне міністерство з питань громадськості перевіряло повідомлення про те, що працівники мерії, які не належать до пріоритетної групи для вакцинації, були імунізовані. Згідно зі звітами, наданими депутату профспілкою державних службовців міста Натал, працівники, які займають посади в муніципальному секретаріаті соціальної допомоги, отримали вакцину «Коронавак» в одному з пунктів вакцинації міста. Серед них і керівник ІТ-сектору секретаріату, який поділився в соцмережах записом моменту імунізації.
У місті Помбал у Параїбі мер Абмаель де Соуса Ласерда, був першою людиною, яка вакцинувалася в місті, навіть не входячи до пріоритетних груп, згідно зі скаргою, яка надійшла до міністерства соціальних служб. У Сеарі, в місті Жуазейру-ду-Норті, першим у місті вакцинувався заступник мера Джованні Сампайо. Він лікар-акушер і, як повідомили в мерії, працює волонтером у медпунктах муніципалітету. У заяві прокуратури Сеари йдеться, що вона встановила повідомлення про факти для розслідування «передбачуваного порушення правил вакцинації муніципальним чиновником» і що після розслідування вона вирішить, який захід є відповідним у цьому випадку. Депутати також розслідували вакцинацію керівника служби охорони здоров'я Кішади Бенедіти Олівейри. У Кастангалі в штаті Пара адміністративний директор муніципальної лікарні був звільнений міською владою після того, як його звинуватили у недотриманні черговості введення вакцини «Коронавак». 38-річний громадський агент Лаурено Лемос з'явився для вакцинації в той день, коли в лікарні ввели першу дозу вакцини 58-річній Нівалда Пестана, яка тривалий час працювала в лікарні, і тоді займалась безпосереднім наданням допомоги хворим на COVID-19.

### Скандали щодо порушень щодо вакцин і порожній футляр від шприців
Під час вакцинації медичні працівники та політичні лідери в різних місцях країни висунули кілька звинувачень щодо відхилення від нормального введення вакцини.
У кількох муніципалітетах по всій країні були кричущі випадки, коли медичні працівники вдавали, що вакцинують людей похилого віку, використовуючи порожні шприци або не натискаючи на поршень шприца. Були випадки, коли у викинутих шприцах знаходили всередині рідину. У повідомлених випадках працівники були звільнені, а люди похилого віку повернулися пізніше, щоб прийняти справжню дозу вакцини. Органи охорони здоров'я вважали випадки «поодинокими». Федеральна рада медсестер, державне міністерство штату Ріо-де-Жанейро і поліція розслідують, чи пов'язані фальшиві заявки з порушенням наявності у флаконах та шприцах вакцини. Засоби масової інформації назвали ці випадки «вакцинацією від вітру».

### Перерва в вакцинації в деяких містах Бразилії
Невдовзі після того, як минув місяць від початку кампанії вакцинації в країні, кілька бразильських міст, включаючи такі столиці штатів, як Салвадор, Ріо-де-Жанейро та Куритиба, почали обмежувати пріоритетні групи, а потім оголосили про припинення кампанії вакцинації до надходження нових доз у штати. Ця акція викликала рух урядів штатів для початку самостійних переговорів з виробниками вакцин, з групою, що об'єднувала 16 штатів, на чолі з губернатором Піауї Веллінгтоном Діасом. З надходженням нових доз «Коронавак» і «Ковішелд» 24 лютого відновилися щеплення у містах, де була пауза.
23 лютого 2021 року Федеральний верховний суд Бразилії простою більшістю голосів постановив, що уряди штатів і муніципалітети мають право самостійно закуповувати вакцини, якщо федеральний уряд не дотримується графіка вакцинації. Також було схвалено допуск вакцин, схвалених іноземними агентствами, у випадку, якщо бразильське агентство з регулювання засобів охорони здоров'я (Anvisa) не прийме рішення з цього питання протягом 72 годин. Уповноваженими органами є Управління з харчових продуктів і медикаментів (FDA) США; Європейське агентство з лікарських засобів від Європейського Союзу; Агентство з фармацевтичних препаратів і медичних пристроїв (PMDA) з Японії; і Національне управління медичної продукції (NMPA), від Китаю. 24 числа Сенат затверджив положення, який дозволяє закупівлю вакцин приватним сектором, за умови, що 50 % доз буде передано до Єдиної системи охорони здоров'я (SUS).

### Використання різних вакцин
У місті Натал фізіотерапевт отримала першу дозу вакцини AstraZeneca, але другу дозу вона отримала вакциною «Коронавак». Управління охорони здоров'я штату Ріо-Гранді-ду-Норті визнало помилку та повідомило, що вона перебуватиме під наглядом.
У федеральному столичному окрузі 93-річний чоловік отримав 2 дози різних вакцин. За даними видання «G1», спочатку він отримав щеплення вакциною AstraZeneca, але його онука записала на другу дозу лише через 1 місяць, а в підсумку чоловік отримав вакцинацію «Коронавак». У заяві департаменту охорони здоров'я федерального округу зазначено, що літні люди проходитимуть щомісячний моніторинг і перевірки їх клінічного стану.
У штаті Рондонія 35 медичних працівників із лікарні отримали вакцинацію різними видами вакцини. У примітці до повідомлення державний секретаріат охорони здоров'я заявив, що розслідує випадок.
16 квітня 2021 року міністерство охорони здоров'я у своїй заяві зазначило, що якщо будуть повідомлення про випадки тромбозу після введення вакцини Oxford/AstraZeneca, то друге щеплення буде проводитись іншою вакциною. Також у роз'ясненні міністерство підкреслило, що вакцина, яка буде застосовуватися, не буде векторною вакциною. Єдині закуплені урядом вакцини, які не мають цієї технології, це вакцини Pfizer—BioNTech і Moderna. Бразилія стала першою країною в світі, яка виступила з такою ініціативою.

### Підпільна імунізація в Мінас-Жерайс
Як повідомило видання «Piauí Magazine», 24 березня 2021 року група бізнесменів із штату Мінас-Жерайс незаконно ввезла вакцину Pfizer, щоб зробити щеплення в гаражі. Жоден із них не був у пріоритетній групі. Співробітник лікарні, який жив неподалік цього гаража, зняв момент підпільної імунізації. Через день після отримання повідомлення в штаті відбулася операція федеральної поліції з проведення обшуку та вилучення, яка була санкціонована 35-м кримінальним судом Белу-Орізонті. Регуляторне агентство Бразилії надіслало листа до поліції для розслідування цього незаконного імпорту вакцини фізичними особами.
На другому етапі операції федеральна поліція заарештувала літню опікунку та двох великих автобусних бізнесменів. У її будинку знайшли ампули з хлоридом натрію та вакцини проти грипу. У заяві, опублікованій для преси, Pfizer заперечував продаж доз у Бразилію окремим особам і підтверджує разом із BioNTech, що поставить 100 мільйонів доз федеральному уряду протягом 2021 року. Участь ще 57 осіб також розслідувалася.
18 березня 2021 року законодавча асамблея штату Мінас-Жерайс створила лідчу комісію для розслідування порушень вакцинації на додаток до звинувачень у незаконних пересуваннях у черзі на вакцинацію.

### Завищення цін при закупівлі вакцини Коваксин
Федеральне державне міністерство виявило докази порушень у закупівлі 20 мільйонів доз індійської вакцини Коваксин, і цей факт змусив міністра охорони здоров'я Марсело Кейрогу включити в список розслідуваних слідчою комісією цей факт після появи документів з міністерства закордонних справ, які показали, що федеральний уряд заплатив за вакцини на 1000 % більше, ніж перша пропозиція, подана 6 місяців тому. Крім того, були деякі попередження від людей, пов'язаних з урядом, таких як державний службовець Луїс Рікардо Міранда та його брат, федеральний депутат Луїс Міранда, щодо порушень у закупівлі вакцини, але попередження проігнорували. Після подання скарг уряд заперечував порушення та говорив про «докази фальсифікацій» у представленому депутатом документі. 29 червня міністерство охорони повідомило про призупинення імпорту вакцини через «розбіжності» з контрактом.

### Незаконне введення додаткових доз
У штаті Сан-Паулу перевіряли 6 осіб, які незаконно отримали щеплення третьою дозою. Випадки трапилися в Гуарульюсі, Сан-Каетану-ду-Сул і Сан-Паулу.

### Кампанія вакцинації дітей (5-11 років)
16 грудня 2021 року бразильське медичне регуляторне агентство видало дозвіл на введення вакцини Pfizer—BioNTech проти COVID-19 дітям віком від 5 до 11 років. Президент Жаїр Болсонару зайшов так далеко в несхваленні цього факту, що вимагав оприлюднити імена вчених агентства, які надали схвалення. Після публічних обговорень міністерство охорони здоров'я 5 січня 2022 року заявило, що вакцинація дітей розпочнеться у січні. У цій віковій групі близько 20 мільйонів дітей.